# If 6 was 9
«If 6 was 9» (también escrita como «If Six was Nine») es una canción escrita por Jimi Hendrix e interpretada por su banda conformada por él, Noel Redding y Mitch Mitchell, The Jimi Hendrix Experience, incluida en su segundo álbum de estudio, Axis: Bold as Love como la última canción del lado A, seguida del hit Little Wing, pero esta se ha ganado una fama propia por su revolucionario sonido inspirado en la música psicodélica y el jazz, además de haber aparecido en varios soundtracks, incluida en Easy Rider de 1969 y Point Break de 1991.

## Composición

### Estilo
El estilo de la canción ha sido denominado como "blues ácido", inspirado en el jazz (especialmente en los primeros versos) y con un solo de guitarra reminiscente al hard rock.

### Grabación
El solo de guitarra es digno de mención por hacer un uso innovador de la tecnología de estudio para la época, con panoramización estéreo de izquierda a derecha y viceversa, junto con otros efectos, como el eco de bofetadas, la distorsión de fuzzbox y la reverberación.
Existe cierta confusión sobre si Hendrix toca una flauta o una flauta dulce soprano en esta grabación. Los créditos enumeran a Hendrix tocando la flauta, pero el flautista Rodney Waterman y Joe Vanderford de Independent Weekly se refieren al instrumento de Hendrix como una flauta dulce. El entusiasta de la música antigua Nicholas S. Lander sostiene que "la tesitura alta, la típica 'ruptura' entre octavas y otras características son más sugerentes de una flauta dulce soprano".